# DAT Amfibus
De DAT Amfibus is een amfibisch busmodel van de Nederlandse voertuigenbouwer Dutch Amfibious Transport (DAT) Vehicles. De bus is speciaal ontwikkeld voor gebruik in kanalen, grachten en op zee. Het is de eerste amfibische bus ter wereld die speciaal is ontwikkeld voor gebruik als tourbus en als bus voor openbaar vervoer. De bus heeft hiervoor een speciale bouw en aandrijving. De busboot wordt in het water met twee waterjets bestuurd. Ook kunnen de voertuigen worden aangepast voor industrieel gebruik.

## Modellen en eigenschappen
Er zijn twee modellen:
- 010: Voor zwaar gebruik zoals bijvoorbeeld voor vervoer in kanalen of op zee.
- 020: Voor licht gebruik zoals bijvoorbeeld voor rondvaarten in grachten.

| Type                 | 010                                           | 020                                           |
| -------------------- | --------------------------------------------- | --------------------------------------------- |
| Gebruik              | Zwaar werk                                    | Toerbus/stadsbus                              |
| Bouwjaren            | 2009-heden                                    | 2009-heden                                    |
| Carrosserie          | DAT B.V.                                      | DAT B.V.                                      |
| Chassis              | J. de Jong Scheepsservice                     | J. de Jong Scheepsservice                     |
| Totale lengte        | 13 800 mm                                     | 14 020 mm                                     |
| Totale breedte       | 2 550 mm                                      | 2 550 mm                                      |
| Totale hoogte        | 3 800 mm                                      | 3 220 mm                                      |
| Wielbasis            | 6 800 mm                                      | 6 800 mm                                      |
| Ledig gewicht        | 22 000 kg                                     | 21 000 kg                                     |
| Motor                | 6 cilinder EEV Euro 5 Volvo DH12E             | 6 cilinder EEV Euro 5 Volvo DH12E             |
| Topsnelheid op land  | 80 km/h                                       | 80 km/h                                       |
| Topsnelheid op water | 6,5 knopen                                    | 7,5 knopen                                    |
| Aantal zitplaatsen   | ca. 50 personen (incl. bestuurder en steward) | ca. 50 personen (incl. bestuurder en steward) |

## Inzet
Er rijden enkele exemplaren rond. Een exemplaar is te vinden in de haven van Rotterdam. Daar wordt die gebruikt voor een rondrit/rondvaart door de Rotterdamse haven. Een ander exemplaar was tot 2020 te vinden in Amsterdam, maar wordt nu ook als Rondvaartboot gebruikt in de havens van Rotterdam.
Daarnaast rijdt er nu ook een exemplaar rond in Lübeck.
| Land      | Bedrijf     | Type | Serie | Aantal | Bouwjaar | Inzet     | Opmerking                              | Afbeelding                                   |
| --------- | ----------- | ---- | ----- | ------ | -------- | --------- | -------------------------------------- | -------------------------------------------- |
| Nederland | Splashtours | 020  | ??    | 1      | 2010     | Rotterdam | Rijdt/vaart rond als Floating Dutchman |                                              |
| Nederland | Splashtours | 010  | ??    | 1      | 2009     | Rotterdam | Rijdt/vaart rond als Splashtours 1     | Amfibus in Rotterdam (Splashtours 1)         |
| Duitsland | Splashtours | 020  | ??    | 1      | ??       | Lübeck    | Rijdt/vaart rond als Trave Splash      | Amfibus in Lübeck op de Trave (Trave Splash) |